# Blågöl (Gärdserums socken, Småland)
Blågöl är en sjö i Åtvidabergs kommun i Småland och ingår i Vindåns huvudavrinningsområde.